# Studio Aperto
A Studio Aperto (magyarul: Nyitott stúdió) egy olaszországi hírműsor, ami a Mediaset Italia 1 csatornáján fut. 

## Története
Az Italia 1-n eleinte nem volt hírműsor, hiszen ez főleg fiataloknak szóló csatorna volt. 1983-ban a csatornát a Rusconi kiadótól megvette a Berlusconi tulajdonába tartozó Fininvest társaság. Ezzel elindult  Italia 1 Flash néven egy 10 perces hírösszefoglaló, amelyet Lombardiában sugároztak az Il Giornale napilap újságírói szerkesztették, Indro Montanelli lapigazgató vezetésével. 1985-ben Controcorrente (Árral szemben) néven indult heti hírháttér műsor az Italia 1-n, amit az Il Giornale szerkesztett.
1987-ben megszüntettek az Italia 1-n minden hírműsort. Az 1990-es Mammi-törvény értelmében a Mediaset csatornái is sugározhattak hírműsort. 
1991-ben Emilio Fede, a Videonews hírblokk akkori igazgatóját kérte fel a csatorna vezetősége, hogy készítsenek az öbölháború kapcsán az iraki támadásról hírháttér műsort. A műsornak jellemzően egy hírolvasója van. 

## Műsorvezetők
- 18:00 :Laura Piva
- 18:35 :Giulia Ronchi
- 21:25 :Stefania Cavallaro, Sabrina Pieragostini, Patrizia Caregnato, Monica Gasparini, Laura Piva, Giulia Ronch.
- 01:30 :Francesca Ambrosini, Maria Vittoria Corà, Eleonora Rossi Castelli, Elisa Triani, Stefania Cavallaro

## Hírigazgatók
| Igazgató neve   | Időszak                                       |
| --------------- | --------------------------------------------- |
| Emilio Fede     | 1991. január 16. - 1993.november 2. (de jure) |
| Vittorio Corona | 1992. június 1. - 1993. november 3.           |
| Paolo Liguori   | 1993. november 3. - 2000. november 23.        |
| Mario Giordano  | 2000. november 24. - 2007. október 10.        |
| Giorgio Mulé    | 2007. október 11. - 2009. augusztus 31.       |
| Mario Giordano  | 2009. szeptember 1. - 2010. február 21.       |
| Giovanni Toti   | 2010. február 22. - 2014. január 26.          |
| Anna Broggiato  | 2014. január 27. - 2019. június 16.           |
| Andrea Pucci    | 2019. június 17. óta                          |

## Kritika
Mivel a Studio Aperto a Mediaset révén Silvio Berlusconi tulajdonában van,  gyakran vádolták meg, hogy a műsor Forza Italia propagandát közvetít illetve hogy a baloldalról kizárólag negatív színben beszélnek. A másik visszatérő kritika a műsorral kapcsolatban, hogy a műsoridejük nagyrészét bűnügyi hírek és pletykák teszik ki.